# Elecciones parlamentarias de Montenegro de 2023
Las elecciones parlamentarias anticipadas se celebraron en Montenegro el 11 de junio de 2023.

## Contexto

### Gobierno Krivokapic

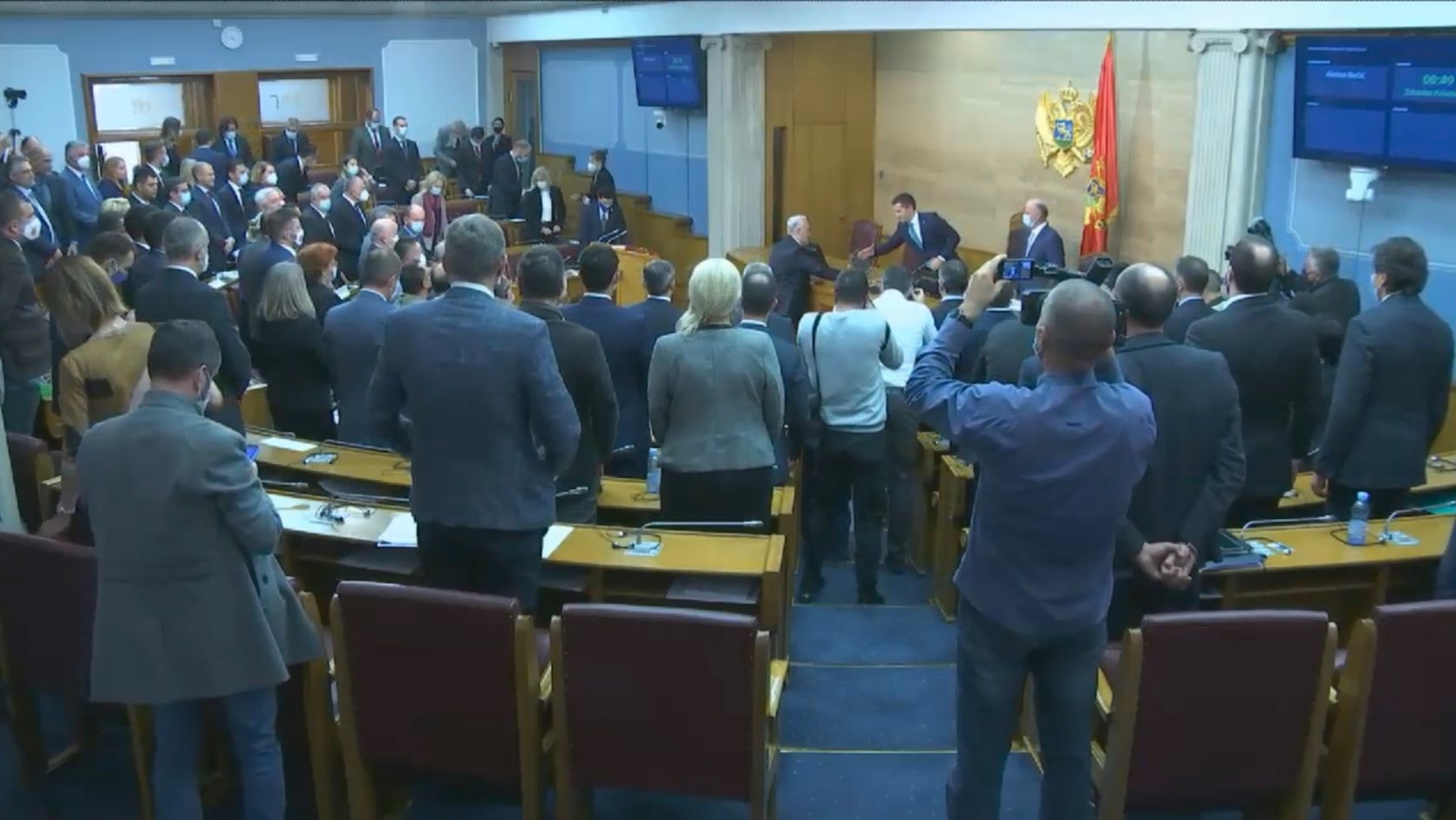
El Presidente del Parlamento de Montenegro, Aleksa Bečić, felicita al recién elegido Primer Ministro de Montenegro, Zdravko Krivokapić.

Las elecciones legislativas de 2020 supusieron la derrota de la coalición gobernante encabezada por el Partido Democrático de los Socialistas (DPS), del primer ministro Duško Marković. Aunque quedó primero, el DPS perdió la mayoría absoluta de escaños. Este revés se produce en un contexto de tensiones relacionadas con la pertenencia del país a la OTAN, las acusaciones de corrupción y malversación de fondos públicos contra el DPS, así como la votación en 2019 de una controvertida ley que permite la nacionalización de los bienes de los ortodoxos serbios. El gobierno saliente de Marković sigue marcado por el intento de golpe de Estado llevado a cabo la víspera de las anteriores elecciones de 2016 por la oposición prorrusa para impedir la inminente adhesión de Montenegro a la OTAN. Al fracaso del intento le siguió la adhesión el 5 de junio de 2017. Posteriormente, el gobierno se vio muy debilitado por un escándalo de corrupción que afectó a varias figuras de alto rango del Partido Democrático de los Socialistas (DPS), provocando importantes manifestaciones exacerbadas por el intento de asesinato de la periodista de investigación Olivera Lakić, especializada en la lucha contra el crimen organizado en Montenegro.
Con su victoria en 2020, tres partidos de oposición, las coaliciones Por el Futuro de Montenegro (compuestas por el Frente Democrático (DF), el Partido Popular Socialista (SNP) y el Movimiento Popular (NP)) y La Paz es Nuestra Nación (dominadas por Montenegro Democrático (DCG), así como el partido Acción Unida por la Reforma (URA), obtienen juntos una mayoría absoluta y forman un nuevo gobierno de coalición. Se trata del primer cambio político en Montenegro, ya que el DPS siempre ha estado al frente del gobierno desde la caída del sistema comunista y la llegada del multipartidismo en 1990, así como desde la independencia del país en 2006. El nuevo gobierno, formado por tecnócratas encabezados por el independiente Zdravko Krivokapić, se compromete a continuar el procedimiento de adhesión de Montenegro a la Unión Europea y su integración en la OTAN, así como a revisar varias leyes, en particular las relativas al patrimonio de la Iglesia ortodoxa. La coalición está comprometida sobre todo con la lucha contra la corrupción y la revisión de la ley electoral para implementar rápidamente nuevas elecciones presentadas como las 'primeras elecciones justas y equitativas' en el país. Según el acuerdo de coalición, el gobierno de Krivokapić debe durar un año, antes de las elecciones de finales de 2021, pero finalmente se mantendrá hasta 2022. El gobierno, influenciado en gran medida por la Iglesia Ortodoxa Serbia, está revisando la ley sobre la nacionalización de los bienes eclesiásticos de manera favorable a esta última. La desaparición de esta causa común de los miembros de la coalición, sin embargo, terminó conduciendo al debilitamiento de un conjunto políticamente desordenado. La cohesión del partido también se ve debilitada por las tensiones provocadas por las repetidas exigencias del Frente Democrático de sustituir a varios ministros apolíticos por miembros de los principales partidos de la coalición.

### Gobierno Abazović
Al frente de Acción Unida por la Reforma (URA), el vice primer ministro Dritan Abazović estableció un acercamiento con el DPS a principios de 2022, lo que le llevó a presentar una moción de censura. Este último fue votado con éxito el 4 de febrero con el apoyo adicional de los Socialdemócratas (SD) y el Partido Socialdemócrata (SDP), así como de varios partidos pequeños de las minorías bosnia y albanesa. Habiéndose unido también al Partido Popular Socialista (SNP) de la coalición saliente, Abazović formó un gobierno minoritario con el apoyo pero sin participación del DPS. Recibió el voto de confianza de la asamblea el 28 de abril de 2022 durante una votación boicoteada por las restantes formaciones de Por el Futuro de Montenegro y La Paz es Nuestra Nación.
Desde su creación, el gobierno Abazović ha sido víctima de su incapacidad para conciliar su programa de lucha contra la corrupción y la mafia con su dependencia política del DPS. Tras la votación a principios de agosto de una nueva ley aún más favorable a la Iglesia ortodoxa que le puso en conflicto con sus aliados, el Primer Ministro acabó acusando al DPS de proteger las redes mafiosas con el apoyo del presidente Milo Đukanović y de los medios de comunicación .financiado por el tráfico de drogas y cigarrillos. Sujeto a su vez a una moción de censura presentada por el DPS y el SDP, el gobierno de Abazović fue derrotado el 19 de agosto después de menos de cuatro meses en el poder, un récord en el país.
Dritan Abazović se hizo cargo entonces de los asuntos como cabeza de un gobierno en funciones a la espera de las negociaciones que condujeran a la formación de un nuevo gobierno, mientras en el país aumentaban las manifestaciones que pedían elecciones anticipadas. Después de varios meses de intentos fallidos liderados por el líder del Frente Democrático, Miodrag Lekić, este último no logró obtener el apoyo del DPS. Las negociaciones estuvieron marcadas por la oposición del presidente Đukanović, que se negó a concederle un mandato a tal efecto a pesar de las firmas de apoyo de 41 diputados. Este conflicto llevó al Parlamento a aprobar una ley que eliminaba la potestad del presidente sobre el monopolio de proponer un candidato para el puesto de Primer Ministro durante la formación de gobierno. Las partes mantienen entonces la esperanza de que el vacío institucional pueda resolverse una vez que se resuelva esta crisis. Sin embargo, tras la firma de la ley por Milo Đukanović en enero de 2023, la incapacidad de Lekić de formar gobierno en un plazo de tres meses acabó definitivamente con las esperanzas de evitar el regreso a las urnas. Por lo tanto, el presidente Đukanović decidió el 17 de marzo de 2023 disolver el Parlamento y convocar elecciones legislativas anticipadas para el 11 de junio siguiente. Esta decisión se produce apenas dos días antes de las elecciones presidenciales en las que el presidente saliente es candidato.

### Elecciones presidenciales de 2023
En las elecciones presidenciales, a diferencia del poder del DPS en el Parlamento y la inestabilidad, Milo Đukanović fue derrotado frente al exministro de Economía Jakov Milatović, candidato por ¡Europa Ahora!. Este último obtiene así los frutos de una campaña centrada en la lucha contra la corrupción, mientras que Đukanović carga con el peso de la crisis política que afronta el país desde hace varios meses, de la que parte de la población le atribuye responsabilidad.
La gran derrota de Đukanović después de tres décadas en diferentes posiciones de poder se considera una verdadera agitación de la escena política montenegrina. El Partido Democrático de los Socialistas de Montenegro sufrió así un nuevo revés tras su derrota en las elecciones legislativas de 2020. A pesar de la inestabilidad parlamentaria que siguió, esta última habría tenido el efecto de demostrar que una alternancia era posible sin que el país se hundiera en una crisis o un conflicto étnico como se temía, allanando el camino para una segunda alternancia en la jefatura de Estado. La oposición se beneficia así de un contexto de renovación de las ideas políticas, ya que la población ha votado por primera vez en líneas distintas a las de identidad. El presidente saliente también está pagando el precio de un creciente rechazo al sistema mafioso y clientelista instaurado por el DPS bajo su dirección, con una gran parte de la población que ya no apoya esta situación de "Estado privatizado al servicio de una clan”.
La victoria de Milatović se debe en gran medida a su discurso decididamente anticorrupción y proeuropeo, ya que el nuevo presidente se ha comprometido a completar lo antes posible el procedimiento de adhesión de Montenegro a la Unión Europea, abierto desde 2010. Su campo de acción en el marco de, un sistema parlamentario está vinculado a los resultados de las elecciones legislativas.

## Sistema electoral
Los 81 escaños del Parlamento de Montenegro se eligen en una sola circunscripción nacional utilizando una representación proporcional de lista cerrada. Los asientos se asignan utilizando el método d'Hondt con un umbral electoral del 3%. Sin embargo, los grupos minoritarios que representan al menos el 15% de la población en un distrito reciben una exención que reduce el umbral electoral al 0.7%. Se otorga una exención por separado a los croatas por la cual si ninguna lista que representa a la población supera el umbral del 0,7%, la lista con más votos ganará un escaño si recibe más del 0,35% de los votos.

## Encuestas de opinión
Los resultados de la encuesta se enumeran en la siguiente tabla en orden cronológico inverso, mostrando primero el más reciente y utilizando la fecha en que se realizó el trabajo de campo de la encuesta, en lugar de la fecha de publicación. Si se desconoce dicha fecha, se indica en su lugar la fecha de publicación. La cifra porcentual más alta de cada encuesta se muestra en negrita y el fondo está sombreado con el color del partido líder. En el caso de que haya empate, no se sombrea ninguna figura. La columna principal de la derecha muestra la diferencia de puntos porcentuales entre los dos partidos con las cifras más altas. Cuando una encuesta específica no muestra una cifra de datos para un partido, la celda del partido correspondiente a esa encuesta se muestra vacía. El umbral para que un partido elija miembros es del 3%.

Curva LOESS de las encuestas para las elecciones parlamentarias montenegrinas de 2023.

| Fecha    | Encuestadora                                               | Juntos!    | Juntos!    | Juntos! | ZBCG  | ZBCG  | PzP   | Coalición Popular | Coalición Popular | UCG  | ¡Para Ti! | ¡Para Ti! | ¡Cuentas con Valor! | ¡Cuentas con Valor! | BS    | SDP   | ASh  | Forca | PES! | Otros | Ventaja |     |       |      |     |
| Fecha    | Encuestadora                                               | DPS LP     | SD         | UDSh    | NSD   | DNP   | PzP   | Prava             | DHP               | UCG  | SNP       | Demos     | DCG                 | URA                 | BS    | SDP   | ASh  | Forca | PES! | Otros | Ventaja |     |       |      |     |
| -------- | ---------------------------------------------------------- | ---------- | ---------- | ------- | ----- | ----- | ----- | ----------------- | ----------------- | ---- | --------- | --------- | ------------------- | ------------------- | ----- | ----- | ---- | ----- | ---- | ----- | ------- | --- | ----- | ---- | --- |
| Fecha    | Encuestadora                                               | Resultados | Resultados | 23.23   | 23.23 | 23.23 | 14.75 | 14.75             | 0.66              | 1.2  | 1.2       | with PES  | 3.13                | 3.13                | 12.48 | 12.48 | 7.08 | 2.98  | 1.88 | Otros | Ventaja | 1.5 | 25.53 | 5.58 | 2.3 |
| May 2023 | NSPM                                                       | 22.1       | 22.1       | 22.1    | 15.3  | 15.3  | <1    | 2.2               | 2.2               | <1   | 2.4       | 2.4       | 12.9                | 12.9                | 4.3   | <1    | <1   | <1    | 32.5 | 8.3   | 10.4    |     |       |      |     |
| May 2023 | CeDem                                                      | 24.1       | 1.9        | <1      | 13.2  | 13.2  | 13.2  | <1                | <1                | <1   | 2.1       | <1        | 11.1                | 4.4                 | 5.1   | 2.2   | 1.9  | 1.9   | 29.1 | 5.2   | 5       |     |       |      |     |
| Abr 2023 | Redfield & Wilton                                          | 20         | 1          | <1      | 17    | 17    | 17    | <1                | <1                | <1   | 1         | <1        | 6                   | 6                   | 1     | 1     | <1   | <1    | 44   | 3     | 24      |     |       |      |     |
| Feb 2023 | MB/CeDem                                                   | 34.4       | 34.4       | 34.4    | 21.8  | 21.8  | 21.8  | 21.8              | 21.8              | 21.8 | 17.4      | 17.4      | 17.4                | 1.1                 | 4.6   | w.DPS | 3.6  | 3.6   | 18.2 | n/a   | 11.5    |     |       |      |     |
| Feb 2023 | MB/CeDem                                                   | 29         | 2.9        | 0.4     | 17.5  | 17.5  | 17.5  | 0.6               | 0.9               | 0.6  | 1.4       | 0.4       | 13.3                | 4.5                 | 4     | 3.9   | 2.4  | –     | 17.4 | 2     | 11.5    |     |       |      |     |
| Dec 2022 | CeDem                                                      | 28.1       | 2.9        | 1.7     | 14.2  | 14.2  | 14.2  | 1.1               | 2.2               | 0.9  | 3.2       | 0.4       | 13.1                | 4.9                 | 4.1   | 3.3   | 1.3  | 0.8   | 15.2 | 2.6   | 12.9    |     |       |      |     |
| Sep 2022 | Datapraxis/Ipsos                                           | 33.1       | 2          | –       | 12.3  | 12.3  | 12.3  | 0.9               | –                 | 2.1  | 2.3       | 1.6       | 9.4                 | 10.2                | 3.2   | 6.2   | 0.7  | –     | 13.6 | 2.4   | 19.5    |     |       |      |     |
| Jun 2022 | CeDem                                                      | 28.2       | 2.6        | 1.8     | 14    | 14    | 14    | 1.6               | –                 | 1    | 3.8       | <1        | 14.9                | 4.8                 | 3.3   | 3.4   | 2.3  | <1    | 10.9 | 6.1   | 13.3    |     |       |      |     |
| May 2022 | RMA                                                        | 23.5       | 2.8        | <1      | 17.9  | 17.9  | 17.9  | 2.3               | –                 | 2    | 8.5       | 1.5       | 12.4                | 9.2                 | 6.4   | 5.8   | <1   | <1    | 3.7  | 4     | 5.6     |     |       |      |     |
| Ene 2022 | NSPM                                                       | 26.4       | 2.2        | <1      | 15    | 15    | 15    | 2.5               | 11                | <1   | 2.8       | 1.2       | 17.1                | 7.8                 | 3.7   | 5.6   | 2.1  | 2.1   | –    | 2.6   | 9.3     |     |       |      |     |
| Dec 2021 | CeDem Archivado el 29 de enero de 2022 en Wayback Machine. | 30.5       | 2.4        | <1      | 20.4  | 20.4  | 20.4  | 1.8               | –                 | 2    | 2.9       | 19.3      | 19.3                | 6.2                 | 6.1   | 4.3   | 2.4  | <1    | –    | 1.7   | 8.1     |     |       |      |     |
| Jun 2021 | CeDem                                                      | 31         | 3.4        | 1.2     | 18.7  | 18.7  | 18.7  | 1.9               | 4.9               | 1.3  | 3.5       | 1.6       | 18.4                | 6.4                 | 4.4   | 3     | 1.8  | 1.1   | –    | 2.3   | 11      |     |       |      |     |
| Oct 2020 | Damar                                                      | 32.5       | 3.4        | 0.8     | 28.8  | 28.8  | 28.8  | 28.8              | 28.8              | 28.8 | 15.8      | 15.8      | 15.8                | 11                  | 3.5   | 2.5   | 1.6  | 1.6   | –    | 0.1   | 3.7     |     |       |      |     |
| Sep 2020 | NSPM                                                       | 20.8       | 2.6        | –       | 4.7   | 3.6   | 1     | 4.4               | 24.5              | 0.3  | 3.1       | 0.8       | 13.8                | 11.3                | 3.4   | 2.3   | 2.1  | 2.1   | –    | 1.6   | 3.4     |     |       |      |     |
| Sep 2020 | CeDem                                                      | 29.2       | 4.8        | 0.9     | 34.8  | 34.8  | 34.8  | 34.8              | 34.8              | 34.8 | 14.1      | 14.1      | 14.1                | 8.3                 | 3.8   | 2     | 1.9  | 1.9   | –    | 2.1   | 5.6     |     |       |      |     |
| Sep 2020 | CeDem                                                      | 30.5       | 5.1        | 0.7     | 20.8  | 20.8  | 20.8  | 1.8               | –                 | 0.3  | 6.6       | 2.1       | 14.5                | 9.2                 | 3.8   | 2.3   | 1.7  | 0.5   | –    | 2.3   | 9.7     |     |       |      |     |
| Aug 2020 | Elecciones de 2020                                         | 35.1       | 4.1        | 1.1     | 32.5  | 32.5  | 32.5  | 32.5              | 32.5              | 32.5 | 12.5      | 12.5      | 12.5                | 5.5                 | 3.9   | 3.1   | 1.6  | 1.6   | –    | 0.4   | 2.5     |     |       |      |     |

## Resultados
|  | 25,53 % |

|  | 23,22 % |

|  | 14,74 % |

|  | 12,48 % |

|  | 7,08 % |

|  | 3,13 % |

|  | 2,98 % |

|  | 2,77 % |

|  | 1,91 % |

|  | 1,60 % |

|  | 1,49 % |

|  | 1,20 % |

|  | 0,74 % |

|  | 0,66 % |

|  | 0,48 % |

|  | 99.05 % |

|  | 0.95 % |

|  | 100.00 % |

|  | 56.26 % |

## Análisis y consecuencias
Las elecciones estuvieron marcadas por una fuerte caída de la participación, que se situó en el 56% frente al 76% tres años antes. De este modo, los votantes se habrían alejado de las urnas debido a las luchas internas de los partidos en competencia, así como a la frecuencia de las elecciones con resultados no concluyentes. El partido del presidente Jakov Milatović, ¡Europa Ahora! (PES!), quedó primero, seguido por la coalición liderada por el Partido Democrático de los Socialistas de Montenegro (DPS). Cofundador de PES! con Milatović, Milojko Spajić prometió “formar un gobierno proeuropeo”, del que aspiraba a convertirse en Primer Ministro.
El PES! de hecho, se está posicionando como favorito para la formación de un gobierno de coalición con varios de los antiguos partidos miembros del gobierno de Abazović, unidos en la coalición proserbia Por el Futuro de Montenegro (ZBCG). Sin embargo, juntos, los dos partidos sólo tienen 37 escaños de 81 y, por lo tanto, necesitan otros socios de coalición para lograr una mayoría absoluta. El PES! habiendo excluido cualquier alianza con el DPS y Acción de Reforma Unida (URA), es necesaria una alianza con Montenegro Democrático (DCG) o los pequeños partidos que representan a las minorías nacionales serbia, bosnia y croata. La oposición a la URA se acentúa especialmente al final de la campaña electoral, en la que el primer ministro saliente, Dritan Abazović, acusa a Milojko Spajić de tener vínculos con el surcoreano Do Kwon, fundador de la criptomoneda Terra y acusado de malversación de fondos por parte de su país y de Estados Unidos. Spajić se defiende de sus acusaciones, que rechaza como un “último intento de sabotaje” a su partido.
El posicionamiento decididamente pro-Unión Europea (UE) de ¡Europa Ahora! (PES!) Sin embargo, dificulta un acercamiento con los partidos minoritarios serbios debido al enfrentamiento geopolítico entre la Unión Europea y la Rusia de Vladímir Putin, aliado de Serbia en el contexto de la invasión rusa de Ucrania el año pasado. Después de unirse al programa de sanciones de la Unión Europea contra Rusia, Montenegro fue añadido por este último a la lista de “países hostiles” hacia Rusia.
Sin embargo, la votación en general resultó ser más una derrota para el Partido Democrático de los Socialistas (DPS) que una victoria decisiva para ¡Europa Ahora! (PES!), que sólo le superó por una pequeña ventaja. Los resultados no permiten a estos últimos formar una coalición sin el apoyo de un gran número de grupos políticos. Con el país todavía debilitado por numerosas divisiones internas y una economía lenta, se considera probable, por tanto, un regreso a las urnas a medio plazo.
Los resultados finales se anunciaron finalmente el 14 de julio, lo que permitió la apertura de negociaciones oficiales entre las partes. Por lo tanto, a la sesión inaugural de la nueva legislatura debía seguir un máximo de 30 días de consultas con sus líderes por parte del Presidente Milatović para designar un candidato al cargo de Primer Ministro, disponiendo este último de 90 días para formar gobierno. El 11 de agosto, Milojko Spajić recibió el encargo de formar gobierno. Después de varios meses de negociaciones, finalmente se alcanzó un acuerdo de coalición entre ¡Europa Ahora! (PES!), Por el Futuro de Montenegro (ZBCG), Montenegro Democrático (DCG), el Partido Socialista Popular (SNP), el Foro Albanés y la Alianza Albanesa. Formado el 26 de octubre, el gobierno liderado por Milojko Spajić asumió el poder tras recibir el voto de confianza del parlamento el 31 del mismo mes.